# Pentaspecchio

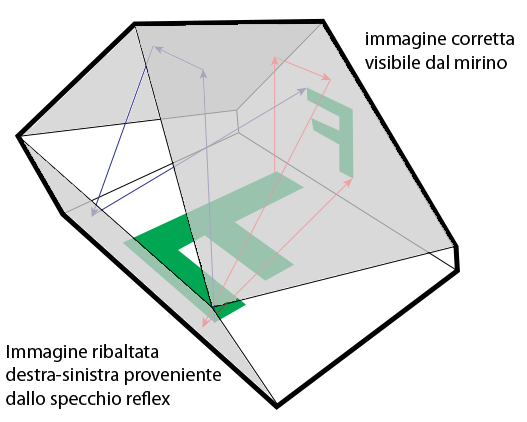
Schema di pentaspecchio. In grigio le tre superfici riflettenti (specchi).

Il pentaspecchio (più correttamente definito pentaspecchio a tetto, o roof pentamirror in inglese) è una versione economica del pentaprisma a tetto, utilizzata essenzialmente come mirino nelle macchine fotografiche reflex di fascia bassa, al posto del pentaprisma. Come quest'ultimo, è usato per raddrizzare l'immagine che apparirebbe altrimenti a lati invertiti, provenendo dallo specchio del sistema reflex.
A differenza del pentaprisma, impiega tre semplici specchi invece di un unico blocco di vetro sagomato, consentendo un risparmio economico e di peso della fotocamera.
I mirini dotati di pentaspecchio forniscono, rispetto a quelli muniti di pentaprisma, immagini di minore luminosità e qualità, ma si stanno diffondendo anche su fotocamere di fascia media, a causa della tendenza generalizzata (anche tra i professionisti) di servirsi del sistema live view su schermi LCD ad alta definizione delle più recenti reflex digitali, relegando l'uso del mirino ottico alle situazioni di luce ambiente eccessiva (scarsa visibilità dello schermo). 